# Roman Vishniac
Roman Vishniac, najprawdopodobniej Wiśniak lub Wiszniak (ur. 19 sierpnia 1897 r. w Pawłowsku, zm. 22 stycznia 1990 r. w Nowym Jorku) – rosyjsko-amerykański fotograf, z wykształcenia biolog i lekarz, który fotografował społeczność żydowską Europy Środkowo-Wschodniej tuż przed Zagładą Żydów.

## Młodość
Urodził się w rodzinie żydowskiej. Jego ojciec Solomon był właścicielem największej w Carskiej Rosji fabryki parasoli. Młody Vishniac studiował medycynę oraz biologię na Uniwersytecie w Moskwie. W czasie I wojny światowej został deportowany w głąb Rosji. Było to spowodowane obawami rządu carskiego o to, że Żydzi z terenów przygranicznych będą szpiegować na rzecz Niemców.
W tym czasie Vishniac włączył się w działalność charytatywną na rzecz przesiedlonych rodaków. Znajomości jego ojca umożliwiły mu nawet kontakty w tej sprawie z ministrem spraw wewnętrznych caratu. Jako że mieszkał na terenach łotewskich, po rewolucji październikowej udało mu się opuścić Rosję. Przeniósł się w tym czasie do Berlina, gdzie kontynuował naukę m.in. w dziedzinie historii sztuki azjatyckiej.

## Początki twórczości
Żyjąc w Berlinie widział następujące tam przemiany społeczne. Czytał Mein Kampf i jako jeden z niewielu ówczesnych rozumiał, że Hitler może po dojściu do władzy zrealizować swoje słowa. Rozumiał także, że będzie się to wiązało jednocześnie z końcem świata, który znał do tej pory. Końcem świata środkowo-europejskich Żydów. Nie mogąc zatrzymać biegu historii postanowił zatrzymać ją na fotografii. Już w czasie kryształowej nocy w Berlinie, w przebraniu niemieckiego oficera, fotografował miejsca związane z życiem Żydów. Wszystkie wykonane wtedy zdjęcia zostały zrobione metodą ukrytej kamery, a raczej aparatu, co spowodowane było obawą o posądzenie o szpiegostwo, a po drugie tym, że ortodoksyjni Żydzi (a to oni byli głównie obiektem fotografowanym przez Vishniaka) uważali zdjęcia za naruszenie dekalogu.

## Polska
Vishniac fotografował także polskich Żydów. Robił zdjęcia rabinom, cadykom oraz zwykłym ludziom w Warszawie, Lublinie oraz w Krakowie (np. zdjęcie Wejście do Getta z 1937 roku). W tym czasie aż 11 razy trafiał, posądzony o szpiegostwo, do aresztu. Kontakt ze społecznością żydowską ułatwiała mu znajomość jidysz. Vishniac z aparatem był także w obozie w Zbąszyniu. To miejsce powstało dla internowanych Żydów, przymusowo przesiedlonych przez władzę hitlerowskie z terenów Niemiec. Pokazywał na swoich fotografiach dramat i marazm tych stłoczonych, zamkniętych i biednych ludzi.

## Wojna
Jeszcze przed wybuchem wojny, tj. w sierpniu 1939 r., udało mu się przedostać do Francji. Po wejściu wojsk Armii Czerwonej do Łotwy otrzymał status bezpaństwowca i zostaje internowany. Znajdował się w tym czasie najprawdopodobniej w obozie Ruchard. Dzięki reakcji dyplomacji łotewskiej został wypuszczony, a następnie udał się przez Madryt i Lizbonę do Nowego Jorku. Do kontynentu amerykańskiego dotarł w sylwestra 1941 r. Udało mu się ze sobą zabrać do Stanów Zjednoczonych Ameryki ok. 2000 negatywów.

## Dalsze losy

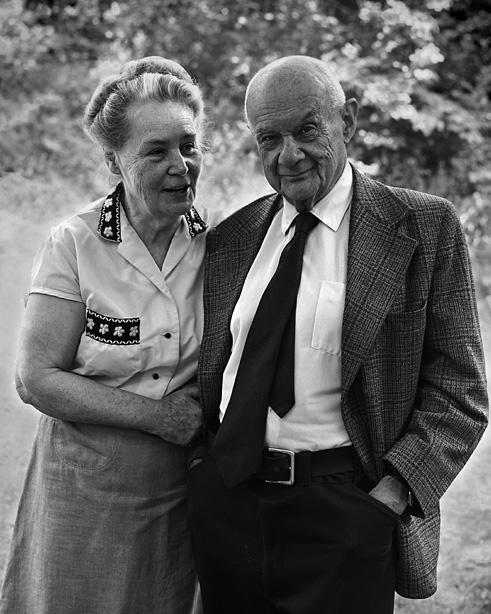
Roman Vishniac z żoną Edith

Pierwsza amerykańska wystawa miała miejsce w 1943 r. w Teachers College Uniwersytetu Columbia. Jego zdjęcia po raz pierwszy zostały wydane w 1947 r. w publikacji Polish Jews. A Pictorial Record, która nie została jednak przyjęta zbyt pozytywnie - bardzo niewiele egzemplarzy zostało sprzedanych. Później Vishniac stał się cenionym portrecistą i fotografował m.in. Einsteina czy Chagalla. Święcił sukcesy także na niwie naukowej - został profesorem biologii. Dopiero w 1983 r. zostało wydane prawdziwe i pełne zestawienie zdjęć Vishniaka. Jest to książka A Vanished World. Jest w niej 150 zdjęć.
Z wszystkich osób, które udało mu się sfotografować przed wojną, tylko z dwójką mógł spotkać się po katastrofie holocaustu. Jedną z nich był mały chłopiec, uwieczniony na jednej z fotografii, który przeżył pobyt w aż 5 obozach koncentracyjnych.
Obecnie dzieła Vishniaka można oglądać w International Center of Photography w NY. Są także pokazywane na świecie m.in. w Krakowie odbyła się jego wystawa w 1995 r. 
Zgodnie z tym, co powiedział w wywiadzie z Monique Atlan, Vishniac nie mógł sobie pozwolić na marnowanie filmu. Jest 36 klatek na jednym filmie Leici, a 36 klatek to 36 ludzi. On ratował tych ludzi po prostu od zapomnienia.

## Rodzina
Żonami Vishniacka były Luta (Leah) Bagg (małżeństwo w latach 1918 − 1946) oraz Edith Ernst (małżeństwo w latach 1947 – 1990). Dzieci: córka Mara Vishniac i syn Wolf V. Vishniac, amerykański mikrobiolog.

## Wystawy
- "Roman Vishniac, Fotografie, 1920-1975" (wystawa czasowa w Muzeum Historii Żydów Polskich w Warszawie; 8 V - 31 VIII 2015)[1]